# 雙饋電機
雙饋電機（Doubly fed electric machines）、雙饋感應發電機（Doubly fed induction generator，DFIG）或滑環發電機（slip-ring generators）是有二組配線的电动机或發電機，其場磁鐵的繞組和电枢繞組有獨立配線，連接到電機。
對於交流電機，在場線圈上施加頻率可調整的交流電，即可產生旋轉磁場，可以調整電動機或發電機的速度。像風力發電機裡就會用到此一技術。而且，以雙饋感應發電機為基礎的風力發電機可以調節有功功率和無功功率（reactive power）。

## 原理

雙饋風力發電機

雙饋發電機類似交流電发电机，但是多了一個功能，可以運作在略高於或低於同步轉速的轉速。這在大型的變速風力發電機特別有需要，因為風速可能會快速變化。當一陣風吹到風力發電機時，風片會因此而加速，但在同步發電機的應用上，其速度要和輸電網路的速度同步，因此無法加速。因此輪轂、變速箱會產生很大的力，這會造成磨損甚至損毀。若發電機可以因有風而加速，發電機所承受的應力比較小，而且風仍然可以轉換為可用的電力。
有一種可以調整發電機速度的作法，是讓發電機的頻率和電機完全獨立，將此交流電轉換為直流電，再用逆變器轉換為和電網同頻率、同步的交流電。在小型家用發電機或農場的發電機常見此作法。但百萬瓦等級發電機用的逆變器很大，也很貴。
另一種作法是使用雙饋發電機，一般的發電機場線圈由直流供電，電樞繞組產生輸出的交流電力，雙饋發電機則不同，有兩組三相交流繞組，一個是旋轉的，另一個則是靜止的，兩者都獨立接接到發電機外的設備，因此，這類發電機就會用「雙饋」來說明。
一個繞組會直接連到變電機輸出，依電網所需的頻率產生三相交流電。另一個繞組（傳統上稱為場繞組，但在雙饋發電機中，此繞組也可以輸出）連接到變頻電源產生的三相交流電源，此輸入功補償因為發電機速度變化所造成的頻率和相位變化。
要調整頻率和相位，就需要將交流電先轉換為直流電，再轉換為交流電，這一般會用很大型的IGBT逆變器，此轉換可以是雙向的，因此可以雙向傳輸電能。電能可以從發電機流向電網，也可以從電網流向發電機。因為逆變器只需轉換補償頻率和相位需要的電能，其功率會比第一個方法（發電機先產生交流電，轉換為直流電，再用逆變器轉換為和電網同頻率、同步的交流電）要小很多。

## 歷史
雙饋電機是起源自尼古拉·特斯拉在1888年發明的繞線轉子馬達，其定子和轉子都有多相的繞組，接到外部電路，繞線轉子馬達的轉子繞組接到電阻上，透過多相的滑環進行電動機啟動。但其滑差功率被電阻所消耗，因此要設法將滑差能量回收，以提昇變速運作下的效率。在Krämer驅動器裡，將轉子接到交流/直流電機組，此電機組為連接到滑環電機軸的直流電壓供電，因此滑環功率可以轉換為機械能，利用控制直流電壓的激磁電流，可以控制此驅動器。Krämer驅動器的缺點是因為有額外的循環功率，其機械的額定和尺寸都需要加大。此缺點後來在Scherbius驅動器中改善，其滑差功率透過電動機-發電機組返回電網。
轉子供電的轉子電機體積很大，價值很高。針對這點的改善是靜態Scherbius驅勳器，其轉子接到整流器-逆變器的機組上，其中的功率元件一開始是水銀整流器，後面則是二極體和閘流體的半導體設備。使用整流器的架構裡，因為二極體不受控，能量只能從轉子流出，無法流入轉子。而且，只能運作在略低於同步速度的次同步運作下。
另一種使用靜止頻率轉換器的概念是在轉子和交流電網之間加入迴旋轉換器（cycloconverter）。迴旋轉換器可以雙向進行功率轉換，因此電機可以在次同步和超同步的速度下運行。配合大型的迴旋轉換器控制，已有使用雙饋電機驅動單相變電機，為歐洲16+2⁄3 Hz的鐵路電網供電。以迴旋轉換器驅動的電機也用在抽水蓄能電站的發電機上。
現今數千萬瓦以下的頻率變換器，會使用二個背對背的IGBT驅動器。
為了避免滑環需要保養的問題，目前也有開發一些不需要滑環和電刷的類似設備。

## 雙饋感應發電機
雙饋感應發電機（DFIG）是風力發電機常用的發電機。此發電機是以感應發電機為基礎，加上多向繞組轉子，以及有碳刷的多向集電環，以連接轉子繞組和外部設備。也可以省去多相集電環，但是會有效率、成本和體積的問題。比較好的替代方案是無刷的繞線轉子雙饋發電機。

連接到風力渦輪機的雙饋感應發電機

雙饋感應發電機的原理是定子繞組連接到電網，轉子繞組透過滑環連接到背對背的電壓源逆變器，同時控制轉子電流以及電網電流。转子頻率可以和電網頻率（50或60 Hz）不同。利用此逆變器控制轉子電流，可以調整提供到電網的有功電流和無功電流，不受發電機轉速的影響。其運作原理可能是二軸的電流向量控制或是直接轉矩控制（DTC）。直接轉矩控制的穩定性比向量控制要好，尤其是需要提供很多無功電流的情形時。
雙饋感應發電機的轉子繞線匝數會是定子的二到三倍，因此轉子的電壓會比定子要高，電流會比定子低。因此在一般±30%的運作速度範圍內，轉換器的額定電流較低，也可以有較低的成本。缺點是在此運作速度範圍之外，其電壓高過額定轉子電壓，因此無法正常運作。而且，因為電網擾動（特別是二相或三相的電壓dip）造成的電壓暫態也會放大。為了避免高轉子電壓（以及產生的大電流）破壞轉換器的絕緣柵雙極晶體管和二極體，會使用稱為撬棍電路的保護電路。
撬棍電路會偵測電壓和電流，當偵測到過大的電壓或電流時，撬棍電路會讓轉子繞阻短路。為了可以盡快恢復正常運作，會使用主動式撬棍電路（active crowbar）。主動式撬棍電路可以用受控的方式移除轉子的短路，讓轉子側的轉換器可以在電網擾動開始後20–60 ms就啟動，當時殘留電壓在額定電壓的15%以上。因此，可以在電源突降（dip）的後續時間提供無功電流到電網，讓電網從此異常中恢復。若是零電壓的持續運轉，一般會等到電源突降結束後才進行，因為不知道電壓相角，也就不知道需注入的電流相位。
總結來說，雙饋感應發電機是繞線轉子的雙饋電機，在風力發電應用上，相較於傳統的感應發電機，有不少優點。轉子電路是由電力電子轉換器所控制，感應發電機可以提供無功功率，也可以消耗無功功率。這有助於電源系統穩定性，發電機也可以幫助電網克服嚴重的電壓擾動（低電壓穿越，LVRT）。另外，可控制轉子電壓和電流，也可以在風力渦輪機速度變化時，讓感應電機仍和電網同步。變速風力發電機可以比定速風力發電機更有效率的利用風力能源，特別在風力較小的情形下。再者，轉換器的成本比其他方式要低，因為只有部份機械功（約25%到30%）是透過轉換器轉換後才到電網，其餘的功率是直接由發電機定子轉換到電網，這也是雙饋感應發電機高效率的原因。

## 外部連結
- Dufour, Christian; Bélanger, Jean.  (PDF). 2004  [2011-02-17]. （原始内容 (PDF)存档于2011-01-05）.
- Roberts, Paul C.  (PDF). Emmanuel College, University of Cambridge. 2004. （原始内容 (PDF)存档于2013-03-19）.